# Хасанов, Закир Шакирович
Закир Шакирович Хасанов — советский хозяйственный, государственный и политический деятель, Герой Социалистического Труда.

## Биография
Родился в 1911 году в Вологде. Член КПСС.
С 1931 года — на хозяйственной, общественной и политической работе. В 1931—1983 гг. — учитель татарского педагогического техникума, учитель, завуч, директор неполной средней школы в селе Кестым, директор школы глухонемых в селе Кестым, заведующий отделом пропаганды и агитации Балезинского райкома ВКП(б), участник Великой Отечественной войны, заместитель командира роты, работник райвоенкоматов села Красное и города Дорогобуж Смоленской области, заведующий отделом сельского хозяйства Балезинского райисполкома, директор артели «Красный литейщик», директор детского дома в посёлке Балезино, председатель колхоза имени Мичурина Балезинского района Удмуртской АССР.
Указом Президиума Верховного Совета СССР от 24 декабря 1976 года присвоено звание Героя Социалистического Труда с вручением ордена Ленина и золотой медали «Серп и Молот».
Умер в Балезине в 1983 году.